# Циганський панк

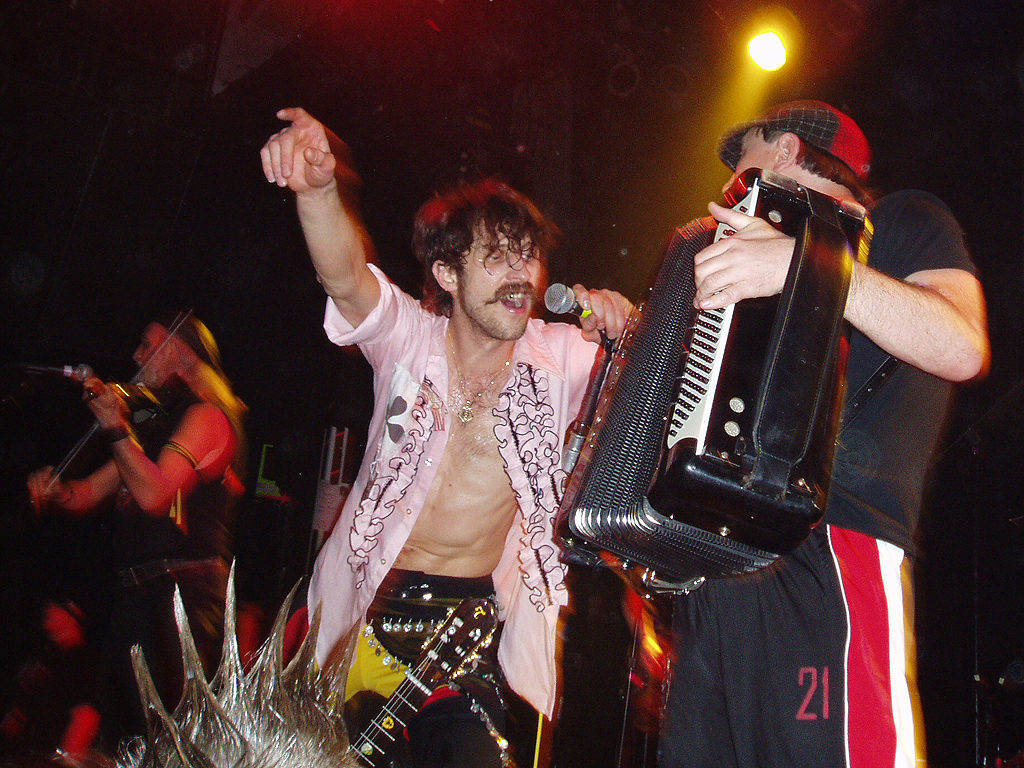
Жанр циганського панку отримав свою назву від альбому Gogol Bordello 2005 року Gypsy Punks, зображеного на концерті 2006 року.

Циганський панк — це гібридний музичний жанр, який поєднує традиційну ромську музику з панк-роком . Однією з перших рок-груп, яка включила елементи панку та ромської музики, була Motherhead Bug, яка діяла переважно на початку 1990-х. Широка аудиторія дізналася про цей жанр після того, як гурт Gogol Bordello випустив альбом Gypsy Punks: Underdog World Strike, фронтмен якого Євген Гудзь описав їхній виступ як «циганське панк-кабаре».
Циганські панк-гурти зазвичай поєднують рок-ритми та інструменти з більш традиційними ромськими інструментами, такими як барабани, бубон, акордеон, скрипка, труба та саксофон.

## Історія
Походження терміна «циганський панк» може бути спірним, але погоджується, що його стиль зародився в ромській культурі. Роми, які розкидані по всьому світу, вплинули на музичну індустрію на Заході, як це видно через такі групи, як Gogol Bordello. Східноєвропейські та традиційні інструменти та багатомовні тексти є загальними характеристиками ромської музики. У випадку Gogol Bordello бадьорий темп і «панк-скрім-спів» разом із цими загальними «циганськими» характеристиками створюють конкретний приклад того, що відомо як циганський панк. «Слово „циган“ у поєднанні з терміном „панк“ має цікаві наслідки, оскільки панк втілює особливий спосіб повстання, анархії та опору в західному контексті», що добре зауважити, оскільки в той час Gogol Bordello та інші гурти запроваджуючи цей жанр, «панк-рух став ідентифікуватися в масовій культурі як остаточна заява про знищення музичних і суспільних норм, колективне відкидання правил минулого через похмуре й лицемірне сьогодення та майбутнє, яке вони забезпечували». Це означає, що роми, які осіли на заході, взяли елементи з «ромської музики в стилі, який зобов'язаний західному панку». Оскільки циганський панк є сумішшю традиційної та популярної музики із західною культурою, роми колонізуються та, здавалося б, осідають у своїй вільній ідентичності. Сама музика «вважається постколоніальним рухом».

## Філософія
З моменту міграції зі своєї первісної батьківщини в Індії роми настільки поширилися, що їм «не вистачає батьківщини». Циганський панк сповнений не тільки ромської культури, але й її відсутності. Для ромів музика була визначена як «первинна форма культурного вираження». Роми, завдяки своїм зв'язкам із західним панк-впливом, створили музику, яка дозволяє тим, хто грає, виражати себе та формувати ідентичність.
Циганський панк використовують і виконують не лише люди ромської, або «циганської» культури. Панк втілює в собі «бунт, анархію та опір». Потім ці думки переносяться на гібридний жанр «циганського панку». Це натякає на те, що циганські виступи та сама музика сприяють свободі для тих, хто бере участь у цьому жанрі, і подають романтичну версію життя справжнього «цигана». Замість ідентифікації з «російськими», «єврейськими», «східноєвропейськими» чи подібними ярликами, виконавці можуть «артикулювати свою ідентичність, приєднуючись до перформансу як дикого та бродячого цигана». Зробивши реальну циганську культуру схожою на те, чим вона не є, «вона не враховує автентичність репрезентації ромів, а скоріше відтворює ідеалізовану та вигадану версію того, що означає бути циганом».

## Гурти циганського панку
- Afenginn
- Alamaailman Vasarat
- Baildsa
- Balkan Beat Box
- Blackbird RAUM
- Crash Nomada
- DeVotchKa
- Diego's Umbrella
- Dorlene Love
- The Dreadnoughts
- Emir Kusturica & The No Smoking Orchestra
- Erik & The Worldly Savages
- Firewater
- Фолтин
- Gogol Bordello
- Golem
- Insomniac Folklore
- Juana Ghani
- Кал (гурт)
- Kultur Shock
- The Lemon Bucket Orkestra
- Mischief Brew/Франц Ніколай
- The Mouldy Lovers
- The Penny Black Remedy
- Räfven
- Viza
- The World/Inferno Friendship Society
- Zdob și Zdub